# Teresa Żylis-Gara
Teresa Gerarda Żylis-Gara (ur. 23 stycznia 1930 w Landwarowie k. Wilna, zm. 28 sierpnia 2021 w Łodzi) – polska śpiewaczka (sopran liryczny) światowej sławy, profesor sztuk muzycznych.

## Życiorys
Urodziła się jako Teresa Żylis. Jej ojciec Franciszek Żylis, kolejarz, z państwowej posady był w stanie zapewnić rodzinie skromny, lecz stabilny byt. Miała piątkę starszego rodzeństwa: Mieczysława, Henryka, Romualda, Zofię i Marię (która zmarła w wieku 14 lat). W rodzinnym domu obecna była muzyka. Bracia grali na gitarze i mandolinie. Wszyscy członkowie rodziny śpiewali. Teresa jako dziecko śpiewała w kościelnym chórze. Po II wojnie światowej w 1946 razem z rodziną przeprowadziła się do Łodzi. Początkowo uczyła się w gimnazjum ogólnokształcącym i jednocześnie w średniej szkole muzycznej. Jej pierwszą nauczycielką śpiewu była Stefania Grabowska, zaś pierwszy publiczny występ Teresy (wykonała dwie pieśni Mieczysława Karłowicza) odbył się na balu w Pałacu Poznańskiego. Od 1952 studiowała w Państwowej Wyższej Szkole Muzycznej (PWSM) u Olgi Olginy. W 1953 zwyciężyła w Ogólnopolskim Konkursie Młodych Wokalistów w Warszawie. W 1957 ukończyła studia w PWSM i uzyskała dyplom tej uczelni. W 1958 zadebiutowała w Operze Krakowskiej jako Halka w Halce Stanisława Moniuszki. Również w 1958 otrzymała II nagrodę w Międzynarodowym Konkursie Wokalnym w Tuluzie. W 1960 otrzymała III nagrodę na Międzynarodowym Konkursie Muzycznym w Monachium. Następnie śpiewała w teatrach operowych w Oberhausen, Dortmundzie i Düsseldorfie. Przełomem w jej karierze były występy w Paryżu w 1966 oraz na Festiwalu Mozartowskim w Salzburgu w 1968.
W 1968 wystąpiła po raz pierwszy w londyńskiej Covent Garden w roli Violetty w operze Traviata Giuseppe Verdiego. W grudniu 1968 zadebiutowała na scenie Metropolitan Opera w Nowym Jorku jako Donna Elvira w operze Mozarta Don Giovanni. W Metropolitan Opera zaśpiewała 20 partii w 233 przedstawieniach. W marcu 1984 po raz 233 i ostatni spotkała się z publicznością Metropolitan Opera, wykonując tytułową partię w operze Manon Lescaut Pucciniego.
W 1999 otrzymała tytuł profesora sztuki. Laureatka tytułów doktora honoris causa wrocławskiej Akademii Muzycznej im. K. Lipińskiego oraz Akademii Muzycznej w Łodzi.
W jej repertuarze były wielkie role w operach Giuseppe Verdiego, Richarda Straussa, Giacomo Pucciniego i Wolfganga Amadeusa Mozarta. Występowała również w repertuarze pieśniarskim, m.in. popularyzowała utwory Karola Szymanowskiego. Nagrywała dla renomowanych wytwórni płytowych, takich jak: Deutsche Grammophon, EMI, Harmonia Mundi, Erato czy Polskie Nagrania „Muza”. Od 1980 mieszkała w Monako.

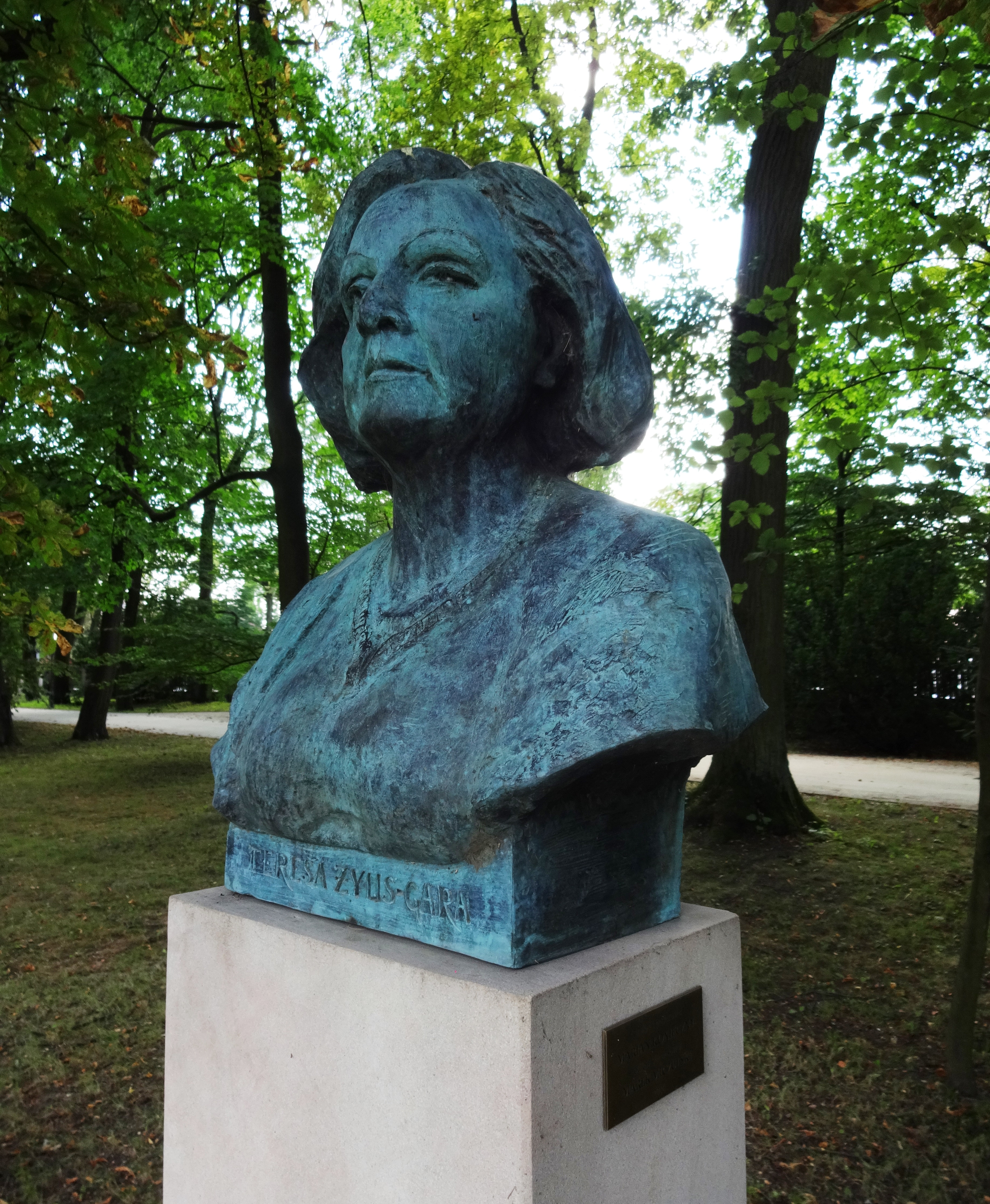
Popiersie Teresy Żylis-Gary w parku w Radziejowicach

W 2005 otrzymała Złoty Medal „Zasłużony Kulturze Gloria Artis”. Została odznaczona Krzyżem Komandorskim (2000) i Krzyżem Komandorskim z Gwiazdą (2011) Orderu Odrodzenia Polski. W 2012 otrzymała Order Oficerski Legii Honorowej Republiki Francuskiej. Została też wyróżniona tytułem honorowej obywatelki Łodzi (2020).
Zmarła 28 sierpnia 2021 w Łodzi w wieku 91 lat. Została pochowana 10 września 2021 w alei zasłużonych na cmentarzu komunalnym Doły w Łodzi.

## Życie prywatne
Na początku studiów wyszła za mąż za inżyniera Jerzego Garę, po którym przejęła drugie nazwisko. Podczas studiów urodziła syna Jerzego. Po jej wyjeździe do Republiki Federalnej Niemiec synem opiekowała się jej matka. Na skutek długiej rozłąki z mężem i synem rodzina rozpadła się.

## Dyskografia
- Handel: Water & Fireworks Music; Coronation Anthems[19]
- Essential Handel[20]
- Bach: Oratorio De Noël; Oratorio De Pâques; Oratorio De L′Anscension; Messe En Si Mineur[21]
- Gala Au Metropolitan Opera De New York[22]
- Rossini: Mosč[23]
- Mozart: Don Giovanni[24]
- Massenet: Manon[25]
- Berlioz: Benvenuto Cellini[26]
- Mozart: Requiem K. 626; Exsultate, Jubilate, K. 165[27]
- Metropolitan Opera Gala Honoring Sir Rudolf Bing[28]
- Handel: Coronation Anthems; Dixit Dominus[29]
- Handel: Water & Fireworks Music; Coronation Anthem[30]
- Mahler: Symphony No.2 Resurrection[31]
- 2010: Chausson: Le Roi Arthus[32]
- 2010: Chopin: Masterworks II[33]
- 2009: Arie operowe[34]
- 2003: Requiem[35]
- 1989: Teresa Żylis-Gara – Cilea, Mascagni, Moniuszko, Puccini, Verdi – The Gala Concert[36]
- 1981: Teresa Zylis-Gara – Famous Polish Singers, vol. 3[37]
- Teresa Żylis-Gara – Kolędy polskie[38]